# Brian Michael Bendis
Brian Michael Bendis es un escritor y dibujante estadounidense especializado en historias de crimen, nacido en Cleveland, Ohio, el 18 de agosto de 1967.

## Historia
Bendis antes de dedicarse de lleno a escribir historietas, se ocupó de investigar a fondo el tema en el que se especializaría, desde entrevistas a policías y cazarrecompensas profesionales, hasta visitar presidiarios; todo esto con la finalidad de conseguir la documentación adecuada para su labor. Cuando estuvo listo preparó un proyecto de autor (escrito y dibujado por el mismo) titulado JINX.

### Trabajando su etapa con Image Cómics

#### Jinx
Jinx fue publicado por Caliber Press hoy conocido como Caliber Comics. La historia se centra en Jinx Alameda, una mujer cazarrecompensas, la cual tiene la mala suerte de conocer a David “Goldfish” Gold, un joven simpático, agradable, quien resulta ser un criminal. Jinx se ve en el dilema de seguir saliendo con él o hacer lo que debe y entregarlo a la ley. Esta serie, en blanco y negro, recibió gran respaldo de la crítica en 1997. Se publicaron siete números, los mismos que fueron recopilados como una única novela gráfica por parte de Image Comics. Bendis abandonó la editorial Caliber Press y se fue a Image Comics, donde publicaría Goldfish.

#### Goldfish
Una historia derivada de JINX, esta vez centrada en el personaje homónimo. Luego siguió con las novelas gráficas Fire y Torso esta última en asociación con el dibujante Marc Andreyko, e iniciaron las negociaciones para convertirse en película, o por lo menos en miniserie de TV; con cada entrega, Bendis empezó a hacerse de gran renombre como escritor de historias policíacas, gracias a su estilo plagado de situaciones de suspenso y giros inesperados, así como los diálogos sencillos y directos, conjuntados con un sofisticado manejo de personajes al hacerlos interactuar. Esto le permitió finalmente ganarse el apoyo del público suficiente para crear su propio subsello en JINX, una línea editorial totalmente dedicada a cómics policíacos.

#### Powers
Su mayor éxito, Powers (comics), realizada en asociación con el dibujante Mike Oeming, se desarrolla en un mundo imaginario muy similar al de los cómics de DC o Marvel Comics: hay una notoria población de superhéroes y supervillanos. Sin embargo, esta serie está presentado desde el punto de vista policial, donde policías sin poderes tienen que hacer que cumplan con la ley. La serie resulta muy interesante por sus historias bastante suigéneris, y por el dibujo, que es una extraña mezcla del estilo de Bruce Timm (diseñador de producción de las series animadas Batman: The Animated Series, Superman: The Animated Series y Batman Beyond), con las atmósferas oscuras, casi totalmente negras, como las de Frank Miller, en sus cómics de Sin City. Gracias a esta notoriedad, Bendis fue la elección obvia cuando Todd McFarlane decidió darles a Sam y Twitch su propia serie regular, además de los números de la serie Hellspawn.

### Después de Image Comics
También ha realizado la novela gráfica Fortune y Glory para ONI Press, misma que mereció una crítica muy favorable por parte de la revista especializada de Hollywood, Entertainment Weekly. 

### Su tiempo con Marvel Comics
En la actualidad es el guionista más importante del Universo Marvel, y el más vendido, con diferencia. Ha lanzado a Los Vengadores a los primeros puestos y mucho de lo publicado por Marvel gira en torno sus guiones.
Es el encargado de dar cohesión al bautizado por Alan Moore como Universo 616) (El Universo Marvel normal, el de toda la vida) para que gire en torno a Los Vengadores, con acontecimientos como Vengadores Desunidos, Dinastía de M, Guerra Secreta, Invasión Secreta y Reinado Oscuro, guionizados por él, con una interrelación entre series que no se veía en Marvel Comics desde hacía tiempo.
Ha revitalizado personajes como Luke Cage /Powerman, Spiderwoman y Nick Furia; ha creado otros importantes como Jessica Jones / Joya la novia - y posteriormente esposa- de Luke Cage, y supergrupos ocultos como los Illuminati, además de convertir muchas de las series de la editorial en éxitos de ventas, como sus Nuevos Vengadores), Poderosos Vengadores, Vengadores Oscuros o Daredevil.
Es el escritor de algunas series del universo Ultimate (Una realidad alternativa del Universo Marvel) (con sus más de 100 números a cargo de Ultimate Spider-Man, la reinvención definitiva de la primera familia Marvel en Ultimate Fantastic Four y su paso por Ultimate X-Men).
Aunque es criticado por el fandom debido al desconocimiento que posee de las historias de muchos de los personajes acerca de los que escribe, debido a su éxito posee una gran libertad creativa en Marvel Comics para crear, matar o renovar personajes. Sus señas de identidad son los diálogos rápidos, y su acusado decompressive storytelling, estilo de escritura del que es uno de los principales representantes dentro de la industria del cómic.
Sus últimos trabajos en Marvel antes de unirse a DC Comics fueron escribir Invincible Iron Man, Spider-Man, Defenders y Jessica Jones. Su último cómic publicado con Marvel será Iron Man #600

### Su era con DC Comics
El 7 de noviembre de 2017 DC Comics anunció a través de Twitter que el guionista se uniría a la editorial de forma exclusiva, dejando Marvel Comics. Bendis inició un contrato que contempla traer su línea editorial Jinx World a DC Comics, que incluye Powers, Scarlet, United States of Murder y nuevas ediciones de Jinx, Goldfisth, Fire y Torso. 
Bendis inicia su trabajo con la editorial en Action Comics #1000 y será el escritor de Action Comics y Superman

### Obras propias (ConImage Comics)
- Fire
- Fortune and Glory
- Goldfish
- Jinx
- Powers
- Quivers
- Torso
- Spunky Todd...The Psychic Boy

### Marvel Comics
- Marvel Knights Daredevil Números USA 16 al 19, 26 al 50, 56 al 81. Publicados en España en formato grapa por Fórum y Panini con el mismo nombre: Números 20 al 23, 30 al 44, 46 al 55 y 51 al 70. (Esto incluye hasta el 65 USA). Tras la adquisición por parte de Panini de los derechos Marvel en España la colección Marvel Knights Daredevil Empieza de nuevo desde el número 1 publicándose los números restantes (66 al 81 USA), que equivalen a Marvel Knights Daredevil números 1 al 11. La etapa de Marvel Knights Daredevil, que incluye el material de otros guionistas está siendo recopilada por Panini en tomos Best of Marvel. (2001 - 2006).
- Marvel Knights Elektra vol. 2 Números 1 a 6. Publicados en España por Fórum en formato grapa (Marvel Knights Elektra números 1 a 6). (2001 - 2002).
- Alias 16 números USA - para adultos, encuadrados en la línea Max Publicados por Fórum como Alias - 8 números (dobles) (2002 - 2004)
- The Pulse. Es la continuación de Alias. 14 números USA + 1 What if y un especial (que equivale al número 11 edición española). Publicados en España por Fórum y Panini como "The Pulse" en 16 números. Actualmente recopilándose en 3 tomos en formato Marvel Deluxe por Panini con la excepción del especial. (2004 - 2006).
- Secret War Publicada por Panini como Secret War 5 números + Los Archivos Secretos de Nick Furia. Ambos Recopilados en formato Marvel Deluxe. (2004 - 2005).
- Los Vengadores vol. 3 Números 500 al 503 + Finale. Saga publicada por Panini en 2 formatos: Grapa (números 83 al 86) y Marvel Deluxe. Conocida como Vengadores Desunidos (2004 - 2005).
- Nuevos Vengadores Secuela de Vengadores Desunidos, Alias y The Pulse, y nuevo comienzo a la nueva y exitosa etapa de Los Vengadores, convirtiéndose esta nueva y revolucionaria colección en el centro de Universo Marvel. Actualmente publicándose por Panini en formato grapa y Marvel Deluxe (2005 - ...).
- Dinastía de M. 8 números USA con un gran Cruce entre Los Nuevos Vengadores y los Mutantes - entre muchos otros - en el que comenzó la actualidad Mutante de Marvel. Secuela de Vengadores Desunidos. Publicado en España por Panini en forma de 4 números Grapa (dobles) y posteriormente recopilados en un tomo Marvel Deluxe (2005).
- SpiderWoman: Origen 1 a 6 (Spiderwoman: Origin) co-guionizados con Brian Reed que explican el origen de Spiderwoman. Publicados en España en un tomo 100% Marvel por Panini con el nombre de Spiderwoman (2006).
- SpiderWoman: Agente de Sword (Spiderwoman 1 a 6 USA 2009 - 2010). La venganza de La Mujer Araña contra los extraterrestres Skrull que la suplantario durante la Invasión Secreta Publicado en España en un tomo 100% Marvel por Panini.
- Stan Lee visita el Universo Marvel Tributo a Stan Lee escrito por los mejores guionistas de Marvel del momento. Bendis guioniza una historia titulada ¿Dónde está The Man cuando lo necesitas?. Publicado por Panini en un tomo (2006).
- Los Nuevos Vengadores: Illuminati Publicado como parte de Preludio de Civil War. Número único. Nombre USA The New Avengers: Illuminati vol. 1, n.º 1 (2006).
- Civil War La Iniciativa Epílogo de Civil War y prólogos de algunas series que comenzaron a publicarse a partir de dicho evento. Escribe la parte correspondiente a Omega Flight y Los Poderosos Vengadores. (2007).
- Poderosos Vengadores Consecuencia de Civil War y colección paralela a Nuevos Vengadores. Guionizó los números 1 al 20 (2007 - 2009).
- Nuevos Vengadores: Illuminati Números 1 al 5 (Co-guionizados con Brian Reed). Secuela de diversas tramas creadas por él mismo en Los Nuevos Vengadores y el número único Nuevos Vengadores Illuminati. Escrito para dar forma al Universo Marvel actual. Preludio a World War Hulk e Invasión Secreta. (2007 - 2008).
- Invasión Secreta. 8 Números USA con un Gran Cruce de todo el Universo Marvel, centrado principalmente en Los Vengadores, que desemboca en el Reinado Oscuro y da pie al comienzo de Vengadores Oscuros y Guerreros Secretos. Publicado en España por Panini en 8 números de grapa (2008).
- Invasión Secreta: Reinado Oscuro (Secret Invasion: Dark Reign 0) Preludio a Reinado Oscuro en el que los villanos triunfan y empiezan a dirigir el Universo Marvel y consecuencia directa del final de Invasión Secreta (2009).
- Vengadores Oscuros 1 al 6 y 9 al 16. Secuela de sus números en Poderosos Vengadores como consecuencia de Invasión Secreta y centro del Reinado Oscuro. Colección paralela a Nuevos Vengadores. Los números 7 y 8 forman parte de un Cruce con La Patrulla X y X-men Legado llamado Utopía y no los guionizó él. Actualmente publicándose por Panini en formato Grapa. (2009 - )
- Guerreros Secretos Secuela de Guerra Secreta y diversas tramas de Los Vengadores y consecuencia directa de Invasión Secreta. Co-guioniza La Nueva Nación + los 6 primeros números junto a Jonathan Hickman (2009).
- Daredevil: El fin de los días (con David Mack)
- Asedio (Siegue 1 a 4 USA) Final del Reinado Oscuro y Comienzo de la Edad Heroica.
- Los Nuevos Vengadores vol. 2
- Los Vengadores vol. 4
- Los Vengadores: La Era de Ultron
- La Nueva Patrulla X (All-New X-Men)
- Guardianes de la Galaxia vol. 3
- Invencible Iron Man
- Jessica Jones vol. 2
- Spider-Man (Miles Morales)
- Defenders

#### Marvel Ultimate y otros Marvel
- Halo: Uprising
- Ultimate Fantastic Four Números 1 a l6 (con Mark Millar)
- Ultimate Marvel Team-Up
- Ultimate Power Números 1 al 3
- Ultimate Six
- Ultimate Spider-Man
- Ultimate X-Men Números 34 al 45

### Image Comics
- Hellspawn
- Sam y Twitch

### DC Comics
- Batman Chronicles #21 (el Elseworlds "Ciudadano Wayne")
- Action Comics #1000 (historia corta)
- Action comics 1001 (a la actualidad)
- Man of Steel #01 al #06 (mini-serie semanal)
- Superman (Actualidad)
- Legión de superhéroes (Actualidad).
- Wonder Comics (2019) Línea de historietas centrada en los jóvenes superhéroes del Universo DC[4],que incluye títulos como : Young Justice o Naomi
- Jinxworld Continuación de su trabajo comenzado en Image Comics con Jinx, ahora bajo la editorial DC Comics.